# Andy Goram
Andrew „Andy“ Lewis Goram (* 13. April 1964 in Bury, England; † 2. Juli 2022) war ein schottischer Fußball-Torwart und Cricketspieler.

## Karriere
Goram begann seine Karriere in der Jugend von Oldham Athletic, bevor er 1987 nach Schottland zu Hibernian Edinburgh wechselte und mit seinen Leistungen die Glasgow Rangers auf sich aufmerksam machte, die ihn 1991 für die Ablösesumme von einer Million Pfund unter Vertrag nahmen. Er entwickelte sich zu einer Rangers-Torwartlegende, die von den Fans zum besten Rangers-Torhüter aller Zeiten gewählt wurde. Er gewann sechs Meistertitel in Folge (1992 bis 1997) und wurde 1993 zu Schottlands Fußballer des Jahres gewählt. Von 1991 bis 1998 absolvierte er 260 Pflichtspiele für die Rangers. Seine Karriere beendete er bei den kleinen Vereinen Queen of the South und Elgin City.
Weiter absolvierte er 48 Länderspiele als schottischer Nationaltorhüter. Bei der Fußball-Weltmeisterschaft 1990 musste er noch gegenüber Jim Leighton zurücktreten und kam zu keinen Einsätzen. Nach dem Turnier wurde er Stammtorwart der schottischen Nationalmannschaft. Er wurde vor Leighton bei den Europameisterschaften 1992 und 1996 eingesetzt, doch als er erfuhr, dass er nicht als Stammtorwart zur Fußball-Weltmeisterschaft 1998 reisen würde, trat er aus dem Nationalteam zurück.
Goram war auch ein aktiver Cricketspieler. Im Club-Cricket spielte er in der Saddleworth League in Oldham und bestritt 1989 und 1991 zwei First-Class-Begegnungen für die schottische Nationalmannschaft gegen Irland. Auch bestritt er für Schottland zwei Spiele in der NatWest Trophy. Für einen Einsatz gegen die tourende australische Mannschaft 1989 erhielt er von Hibernian Edinburgh eine Geldstrafe. Seine Einsätze im Cricket kamen zu einem Ende, als er für die Glasgow Rangers unter Vertrag genommen wurde.
Umstritten ist er wegen seiner Sympathien für unionistische nordirische Terroristen. Nachdem im Jahre 1997 der Loyalist Billy Wright im Gefängnis ermordet worden war, trug er beim nächsten Spiel der Rangers ein Trauerarmband – angeblich wegen eines verstorbenen Verwandten. Seine Exfrau Tracey veröffentlichte ein Foto von ihm, als er in einem Pub die Flagge der nordirischen Terrororganisation Ulster Volunteer Force hochhielt. Das Foto war während seiner Zeit als Stammtorwart bei den Rangers entstanden, wurde jedoch erst später veröffentlicht.

## Sonstiges
Goram wurde von den Fans von Glasgow Rangers gern mit dem Chor „There’s only one Andy Goram“ (Es gibt nur ein’ Andy Goram) gefeiert. Nachdem seine Schizophrenieerkrankung bekannt wurde, sangen die Fans „There’s only two (zwei) Andy Gorams“ und wählten ihn zum größten Rangers-Torwart aller Zeiten.
Im Mai 2022 machte er die Diagnose Speiseröhrenkrebs öffentlich. Er verzichtete auf eine Chemotherapie und erlag der Krankheit am 2. Juli 2022 im Alter von 58 Jahren.